# TV4 (Sverige)
 For alternative betydninger, se TV4. (Se også artikler, som begynder med TV4)
TV 4 er den største kommercielle tv-kanal i Sverige.
Kanalen begyndte at sende 15. september 1990 via satellit og kabel-tv, men har siden 2. marts 1992 også sendt via det jordbaserede sendenet. TV 4 blev allerede i 1994 den største tv-kanal i Sverige – en position, som kanalen beholdt i en årrække, hvor Sveriges Televisions kanaler tabte flere og flere seere. Men efter programændringer i 2001 har SVT1 og TV 4 praktisk talt lige mange seere. I 2008 havde TV 4 en share på 20,1 %, mens SVT1's var 19,4 %.
TV 4, der har hovedsæde i Stockholm, ejes af TV4-Gruppen, der er et fuldt ejet datterselskab i Bonnier-koncernen, og som også ejer bl.a. Canal+. Tidligere var selskabet børsnoteret. I 2008 omsatte TV4-Gruppen for 3,6 mia. svenske kroner.

## Historie
TV 4 profilerede sig fra starten på nyhedsudsendelser og svenske dramaserier, der dog ikke alle var populærere blandt kritikerne. I 1991 fik to af stationens ældste underholdningsprogrammer premiere: Den svenske udgave af Jeopardy og lørdagsshowet Bingolotto, der blev enormt populært. Samme år fik TV 4 licens til at sende via det jordbaserede sendenet. Da den blev udnyttet fra marts 1992, lanceredes morgen-tv for svenskerne med programmet Nyhetsmorgon, der stadig sendes. Senere kom den svenske version af Fangerne på Fortet og den svenske sæbeopera Tre kronor til.
Den store aftennyhedsudsendelse blev tidligt i 1990'erne flyttet til kl. 19.30 for at konkurrere med SVT's Rapport, der blev sendt samtidig. Tidligere havde TV 4 sendt nyheder kl. 19. Det nye sendetidspunkt fungerede ikke, og programmet blev rykket frem til 18.30 for i 2004 atter at blive sendt kl. 19.00.
TV 4 forberedte sig allerede i 2004 på at sende digitalt, og fra oktober 2007 har kanalen kun været distribueret digitalt.
Siden 2004 har TV 4 været fuldgyldigt medlem af European Broadcasting Union.

## Kontrovers
Idet TV 4 sender fra Sverige, er stationen underlagt strammere regler for reklamer end de nærmeste konkurrenter, TV3 og Kanal 5, som begge sender fra London. Det betød oprindeligt, at TV 4 ikke måtte afbryde udsendelserne med reklamer, men udelukkende måtte sende reklamer mellem programmerne. Det var TV 4 imidlertid ikke glade for, hvorfor stationen etablerede adskillige "Før"-programmer, der var korte udgaver af TV 4-programmer, som var placeret midt i andre programmer. Eksempelvis var Fangerne på Fortet opdelt i to programmer. Imellem dem blev der vist "Før Bingolotto", hvilket gav TV 4 mulighed for at sende reklamer både før og efter "Før Bingolotto".
Radio- och TV-verket afgjorde gang på gang, at "Før"-programmerne ikke kunne betragtes som rigtige programmer. I 2000 blev programmerne erstattet af programmerne Dagens Navn og Om en bog for at imødekomme kritikken. I 2002 fik det ende, da en ny radio/tv-lov trådte i kraft. Loven betød, at TV 4 fik lov at afbryde udsendelserne med reklamer – dog ikke i samme omfang som TV3 og Kanal 5. Samtidig fastslog loven, at reklamer maksimalt må udgøre 10 procent af sendefladen.

## Kanaler
- TV4
- Sjuan (tidl. TV4 Plus)
- TV4 Film
- TV4 Fakta
- TV 400
- TV4 Sport
- TV4 Komedi
- TV4 Guld
- TV4 Science Fiction